# All You Need Is Love (televisieprogramma)
All You Need Is Love is een Nederlands televisieprogramma. In dit programma brengt Robert ten Brink geliefden weer bij elkaar en biedt hij partners de mogelijkheid op televisie te zeggen hoeveel ze van elkaar houden. Hij doet dit niet alleen in Nederland.

## Reguliere uitzendingen
Op 29 september 1992 startte de toenmalige publieke omroep Veronica met het televisieprogramma op Nederland 2. Het gelijknamige nummer van de Beatles werd als opening gebruikt.
Op 31 augustus 1995 ging Veronica commercieel en verhuisde All You Need Is Love mee. Ten Brink stapte in 1998 over naar SBS6 en nam het programma mee. Er werd echter maar één seizoen gemaakt voor SBS6. Het programma was vervolgens, buiten de kerstspecials, lange tijd niet meer te zien. Vanaf 2003 werden er weer enkele nieuwe seizoenen uitgezonden op SBS6.
In 2006 verhuisde het programma wederom met Ten Brink mee naar RTL 4. Het programma wordt de laatste jaren in de weken voor Valentijnsdag (vanaf begin januari t/m 14 februari) elke zaterdagavond uitgezonden en eindigt op of rond deze dag met een Valentijnsspecial (voorheen werd in deze periode het programma Love Letters uitgezonden). Sinds 2017 wordt het echter in de weken voor de Kerstspecial uitgezonden en met deze special afgesloten. In 2020 werd het na Valentijnsdag uitgezonden. Het begon toen een week na Valentijnsdag. Toen in maart van dat jaar het coronavirus uitbrak en iedereen thuis moest blijven, werd een speciale editie uitgezonden, waarin Robert ten Brink mensen verraste die zwaar werden getroffen door de maatregelen, bijvoorbeeld omdat een huwelijksfeest niet doorging of omdat een bijzondere verjaardag niet gevierd kon worden. Hij kwam dan bij ze langs om er alsnog een leuk feestje van te maken. Dat deed hij dan bij ze thuis in aangepaste vorm al dan niet met een klein publiek en ook vaak met een bekende artiest.

## Kerstspecial
Sinds 1992 wordt er wel elk jaar een All you need is love-kerstspecial uitgezonden, waarbij geliefden en familie bij elkaar worden gebracht om samen kerst te vieren. Deze kerstspecial wordt op Kerstavond uitgezonden.

## Concert
Van 2011 t/m 2013 werd er in december jaarlijks een All You Need Is Love-concert georganiseerd in de Heineken Music Hall. Tijdens dit concert traden diverse artiesten op. Het concert werd ook op televisie uitgezonden na de kerstspecial.

## Australië
Sinds 2006 brengt Robert ten Brink in het programma niet alleen in Nederland geliefden bij elkaar, maar ook in het verre Australië. Het komt namelijk nog al eens voor dat mensen een geliefde hebben die helemaal in Australië woont. Als dit gebeurt moeten ze deze geliefde natuurlijk heel erg en heel lang missen vanwege de verre en lange reis daar naartoe. Robert ten Brink geeft daarom in elke reeks van All You Need Is Love een aantal van dit soort mensen de gelegenheid om deze geliefde eindelijk eens keer te zien en in de armen te slaan. Mensen die een geliefde hebben die in Australië woont kunnen zich hiervoor opgeven via de site van het programma. Uit al deze mensen worden er dan een aantal geselecteerd die met Robert ten Brink afreizen naar Australië. Hier levert Robert ten Brink deze mensen dan met een speciale All You Need Is Love-bus af bij hun geliefde. In de studio brengen deze mensen dan later verslag uit over hun avontuur met hun geliefde in Australië. Vanaf 12 april 2025 wordt dit onderdeel als een apart programma uitgezonden onder de titel All You Need Is Love Goes Australia. In dit programma komt het ook voor dat Robert ten Brink bij een aantal mensen die een geliefde hebben in Australië deze geliefde naar Nederland haalt om deze daar met de betreffende mensen te herenigen. De Australische geliefde wordt dan bij het huis van de betreffende mensen afgeleverd, zodat zij deze hier in de armen kunnen nemen. Tijdens uitzendingen van All You Need Is Love in Australië is in het logo van het programma een witte kangoeroe te zien, het symbool van Australië.

## Film
In het najaar van 2018 kwam de film All You Need Is Love uit die gebaseerd is op het programma. Deze werd geregisseerd door Will Koopman.

## Prijzen
- Gouden Televizier-Ring (1993)
- De tv-Beelden, categorie Beste Grote Showprogramma (2014)